# Belonogaster ferruginea
Belonogaster ferruginea är en getingart som beskrevs av Richards 1982. Belonogaster ferruginea ingår i släktet Belonogaster och familjen getingar. Inga underarter finns listade.